# 大贤庄遗址
大贤庄遗址，位于江苏省连云港市东海县山左口乡，是中华人民共和国江苏省文物保护单位之一。
1995年4月19日，授予江苏省文物保护单位，是一座古遗址。